# Niezależna Demokratyczna Partia Serbska
Niezależna Demokratyczna Partia Serbska (chorw. Samostalna demokratska srpska stranka, SDSS; serb. Самостална демократска српска странка) – chorwacka partia polityczna o profilu socjaldemokratycznym, reprezentująca Serbów zamieszkujących na terytorium Chorwacji.

## Historia

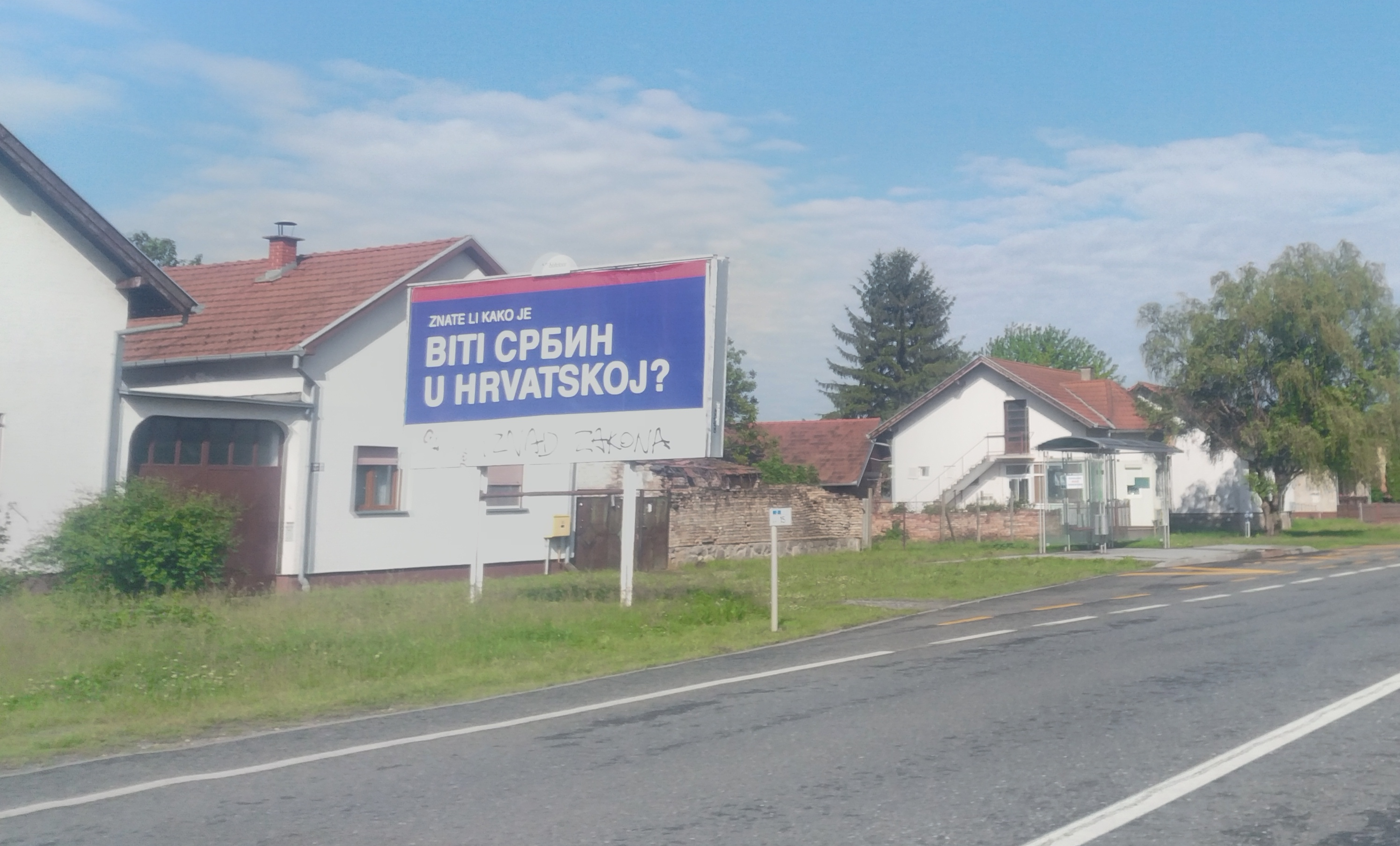
Plakat wyborczy SDSS (2019)

Ugrupowanie powstało w 1997, jego siedziba mieści się w Vukovarze. Partia skupia się na postulatach obrony praw mniejszości serbskiej, domaga się również wspierania powrotu do kraju uchodźców, którzy opuścili Chorwację w połowie lat 90.
Wzrost znaczenia SDSS wiąże się z wyborami parlamentarnymi w 2003, kiedy to jej kandydaci uzyskali wszystkie trzy mandaty zarezerwowane dla mniejszości serbskiej. Partia poparła wówczas pierwszy rząd Iva Sanadera, który zobowiązał się do realizacji części jej postulatów. W kolejnych wyborach w 2007 ugrupowanie powtórzyło poprzedni wynik, wprowadzając trzech swoich przedstawicieli do Zgromadzenia Chorwackiego VI kadencji. Jeden z liderów SDSS, Slobodan Uzelac, objął stanowisko wicepremiera w drugim gabinecie Iva Sanadera, które utrzymał także w powołanym w 2009 rządzie Jadranki Kosor. Również w wyborach w 2011, 2015, 2016, 2020 i 2024 partia zdobywała wszystkie trzy mandaty przypadające mniejszości serbskiej.
W 2020 Niezależna Demokratyczna Partia Serbska wsparła premiera Andreja Plenkovicia z HDZ, otrzymując w jego drugim rządzie stanowisko wicepremiera dla Borisa Miloševicia (którego później zastąpiła Anja Šimpraga). Współpraca ta trwała do 2024.